# Old Spey Bridge (Speybridge)
Die Old Spey Bridge ist eine ehemalige Straßenbrücke in der schottischen Ortschaft Speybridge in der Council Area Highland. 1971 wurde die Brücke in die schottischen Denkmallisten in der höchsten Denkmalkategorie A aufgenommen. Eine zusätzliche Einstufung als Scheduled Monument wurde 1992 aufgehoben.

## Geschichte
Im frühen 18. Jahrhundert leitete General Wade den Bau von Militärstraßen in Schottland. Hierbei entstanden über 400 Straßenkilometer und 40 Brücken. Als Nachfolger setzte William Caulfield die Arbeiten fort. Der Bau der heutigen Old Spey Bridge erfolgte im Zuge der Einrichtung der Militärstraße zwischen Corgarff und Fort George. Vermutlich wurde sie 1754 fertiggestellt. Ein neben der Brücke aufgerichteter Gedenkstein zeigt die Inschrift: „AD1754. 5 companeis of the 33rd Regement the Right Honourabl Lord Charles Hay Colonel. Ended. [sic!]“. Es bleibt jedoch unklar, ob sich das Datum auf die Fertigstellung der Brücke oder der Straße dorthin bezieht. 1829 mussten infolge des Frühjahrshochwassers Schäden am kleinsten Bogen instand gesetzt werden. Mit der Eröffnung der wenige hundert Meter flussaufwärts gelegenen (New) Spey Bridge entlang der A95 im Dezember 1931 wurde die Old Spey Bridge obsolet. Sie ist heute für den Automobilverkehr gesperrt.

## Beschreibung
Die Old Spey Bridge führt in dem Weiler Speybridge die ehemalige Militärstraße über den Spey. Die Plansiedlung Grantown-on-Spey befindet sich 1,5 Kilometer nordwestlich. Einst überspannte die Brücke die Grenze zwischen Morayshire im Norden und Inverness-shire im Süden. Heute ist der Spey an dieser Stelle kein Grenzfluss mehr und sie steht vollständig in Highland.
Der Mauerwerksviadukt aus Granit überspannt den Spey mit drei ausgemauerten Segmentbögen. Ihre Weiten und lichten Höhen steigen von Norden nach Süden an. Die lichten Weiten betragen etwa 7,6 Meter, 13,7 Meter sowie 24,4 Meter. Das Mauerwerk der Old Spey Bridge besteht aus grob behauenen Steinquadern, die zu einem Schichtenmauerwerk aufgemauert wurden. Das instabile Mauerwerk wurde an verschiedenen Stellen mit Metall verstärkt. Die mit spitzen Eisbrechern ausgeführten Brückenpfeiler sind semihexagonal fortgeführt und enden als Austritte an der Brüstung. Die Brüstungen fächern zu beiden Seiten leicht auf.